# Ekaterina Valeryevna Makarova
Ekaterina Valeryevna Makarova (tiếng Nga: Екатери́на Вале́рьевна Мака́рова; sinh ngày 7 tháng 6 năm 1988) là một vận động viên quần vợt chuyên nghiệp người Nga. Thứ hạng cao nhất mà tay vợt này từng đạt được là hạng 8 thế giới vào tháng 5 năm 2015. Là chủ nhân của 3 chức vô địch grand slam đôi là chức vô địch đôi nam nữ tại Mỹ Mở rộng năm 2012 (cùng với Bruno Soares), chức vô địch đôi nữ tại Pháp Mở rộng năm 2013, chức vô địch Mỹ mở rộng năm 2014 và Giải quần vợt Wimbledon 2017 (cùng với Elena Vesnina).

## Sự nghiệp
Makarova bắt đầu chơi tennis năm 6 tuổi. Và chơi chuyên nghiệp từ năm 15 tuổi.

### 2009

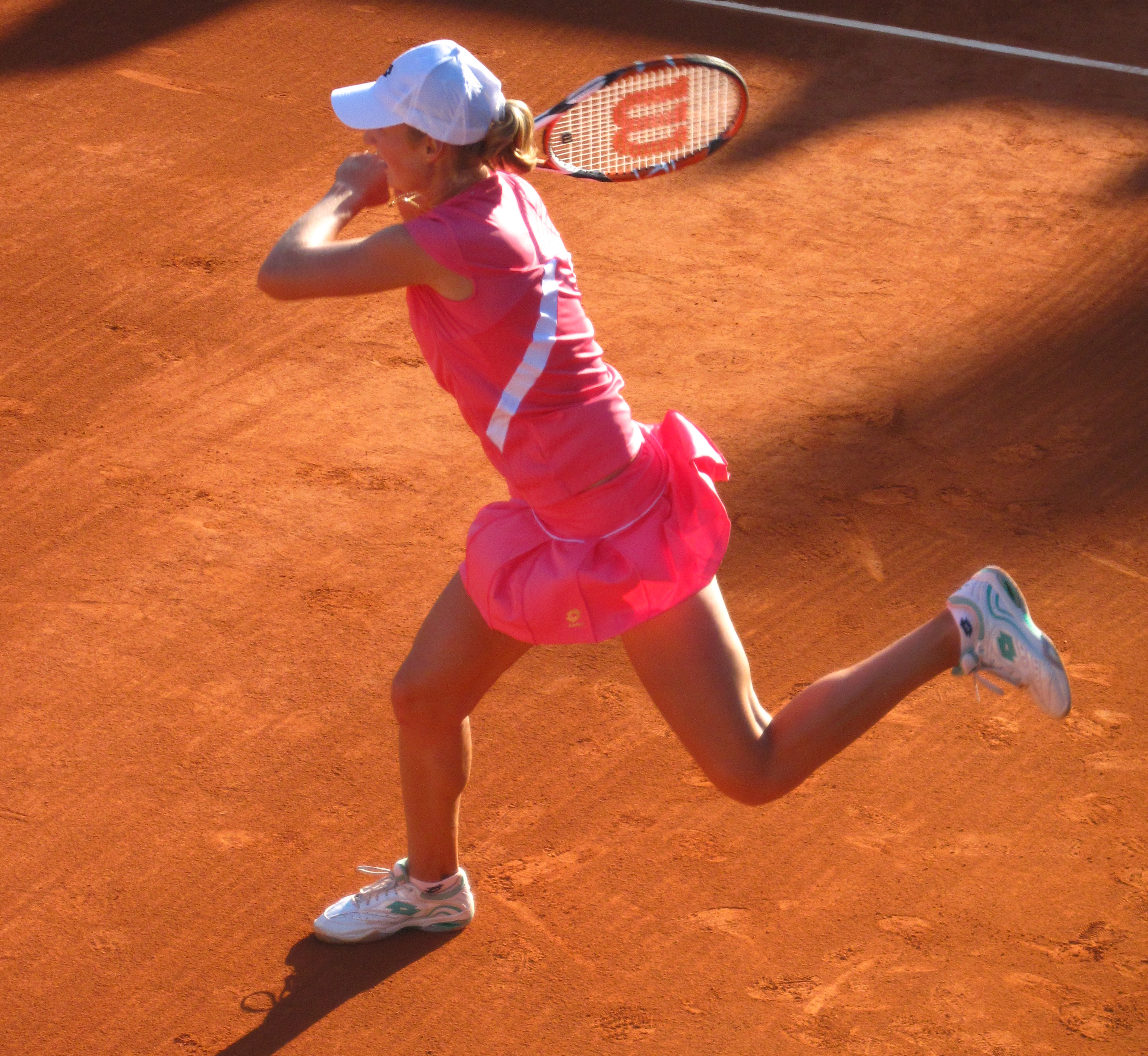
Ekaterina Makarova tại Pháp Mở rộng năm 2009.

Makarova khởi đầu năm 2009 bằng hàng loạt các trận thua tại vòng 1 ở các giải đấu tại Sydney, Paris, Dubai và thua tại vòng 2 giải Úc Mở rộng và tại BNP Parisbas Open. Cô có trận chung kết WTA đầu tiên trong sự nghiệp là tại Grand Prix SAR La Princess Lalla Meryem nhưng thua trước Anabel Medina-Garrigues và trận chung kết Estoril Open, thua Yanina Wickmayer sau khi thắng Maria Kirilenko và Anna Lena-Grönefeld.
Makarova tiếp tục thua tại vòng 1 Pháp Mở rộng, Aegon Classic và vòng 2 của Wimbledon.